# BAF

BAF es el acrónimo de Bunker Adjustment Factor; en español, ajuste de combustible, factor de ajuste o recargo por costo del combustible (carbonera). Se emplea en comercio internacional, en la contratación de fletes marítimos o fluviales, para introducir correcciones al precio debido a la distorsión generada por la alta volatilidad del precio del petróleo. 
El flete total abonado se compone de un flete propiamente dicho más otro factor relacionado directamente a la cotización internacional del combustible WTI. Este recargo BAF se puede aplicar como porcentaje sobre el flete básico o una cantidad lineal por unidad de peso/volumen; puede no aplicarse en algunas zonas o rutas marítimas; y puede variar de unas zonas a otras.
El BAF se aplicó por primera vez a los fletes marítimos en el año 1973 como resultado del embargo petrolero sufrido por occidente y el cierre del canal de Suez. Ambas medidas consecuencia de la guerra del Yom Kippur entre Israel y sus vecinos árabes Egipto, Siria y Jordania.